# (593) Titania
(593) Titania ist ein Asteroid des Hauptgürtels, der am 20. März 1906 von August Kopff in Heidelberg entdeckt wurde.
Der Name ist von der sagenhaften Feen-Königin abgeleitet. Titania ist ebenfalls der Name eines anderen, um einiges bekannteren Objektes im Sonnensystem: Der größte Mond des Planeten Uranus trägt auch diesen Namen, siehe Titania (Mond).